# 374131 Vitkauskas
374131 Vitkauskas è un asteroide della fascia principale. Scoperto nel 2004, presenta un'orbita caratterizzata da un semiasse maggiore pari a 2,723949 UA e da un'eccentricità di 0,242382, inclinata di 9,140708° rispetto all'eclittica. Ha un diametro di 3,167 km e un'albedo di 0,037.